# Fiat Polski 508
La Fiat Polski 508 est une automobile très réputée, dérivée de la Fiat 508 Balilla qui fut construite par la société polonaise Fiat-Polski, créée en 1920 et devenue plus tard la filiale du constructeur italien Fiat. La production de la Fiat Polski 508 Junak débuta à partir de 1932 et contribua fortement à la motorisation des classes moyennes du pays, jusqu'à l'invasion de la Pologne par les troupes nazies en 1939.

## Création deFiat-Polskidans le contexte polonais
Les sociétés Fiat SpA et Meyer, sa société de représentation en Pologne et Russie, sont autorisées à créer au début de l'année 1920 la société "Polski Fiat". Peu de temps plus tard, Fiat SpA rachète la société Meyer ce qui lui permet de détenir 90 % du capital de Polski Fiat. Rappel intéressant, à cette époque la Pologne, nouvel État indépendant, disposait de pas moins de trois monnaies officielles. Ce n'est qu'en 1924 que le ministre de l'économie Wladyslaw Grabski unifia les trois monnaies et créera une monnaie unique : le zloty.
À cette époque, la Pologne comme beaucoup de pays européens, connait une grave crise économique et en 1931, le "Département Technique du Ministère et des affaires Militaires", est à la recherche urgente de constructeurs automobiles étrangers disposés à céder leur technologie pour laisser produire leurs modèles en Pologne. Un appel à candidatures est lancé et des négociations débutent avec Renault qui refuse les conditions imposées, l'offre de Citroën est jugée insuffisante, Skoda ne répond pas et finalement c'est Fiat qui est retenue avec une offre de 1 200 000 US dollars et des conditions plus favorables pour la Pologne.
Le 21 septembre 1931, la société Panstwowe Zaklady Inzynierii - PZinz (usine et bureau d'ingénierie national) dépendant du Ministère de la Défense dont le siège est à Varsovie, et plus important constructeur de véhicules militaires du pays et FIAT SpA signent un accord technique et financier qui permet la création de la nouvelle société "Polski Fiat S.A." avec le droit exclusif de produire et d'apporter toute modification aux produits fabriqués par la société italienne depuis le jour de la signature jusqu'au 1er janvier 1942.
Fiat dut équiper en machines-outils une usine de voitures et de camions pour une production totale arbitrairement arrêtée à 3.000 exemplaires par an, soit 10 unités quotidiennes. De plus, Fiat a dû assurer la formation du personnel polonais et livrer le premier lot de pièces de rechange. Les cadres et agents de maîtrise furent formés directement à Turin. 
L'accord portait sur deux modèles très différents :
- la voiture Fiat 508 Balilla,
- le camion Fiat 621 de 2,5 tonnes de charge utile,

ainsi que sur la fourniture des manuels de production et d'entretien, pour l'usine comme pour les utilisateurs. De plus, il fallut créer un réseau de distribution et d'entretien avec des garagistes compétents et outillés.
Conformément au contrat signé, après seulement 20 mois, les véhicules sortant de l'usine polonaise étaient produits avec des composants locaux et le taux d'intégration était de 95 %, compris le moteur Fiat « F 108 » rebadgé « PZ 117 » portant la marque Polski Fiat.

## Histoire de la Fiat 508 Balilla
Le projet original Fiat était l'œuvre de différentes figures illustres de ces années comme les ingénieurs : Nebbia, Fessia, Giacosa et Zerbi qui créèrent une voiture de classe mais avec des coûts raisonnables. Le nouveau modèle fut présenté en avant première au Duce le 12 avril puis officiellement à la Foire de Milan le 17 avril 1932 au cours du Salon de l'automobile. 
Équipée d'un moteur monté à l'avant à quatre cylindres en ligne de 995 cm3 développant 20 cv à 3500 tr/min, elle bénéficiait de freins à tambour sur les 4 roues et dépassait les 80 km/h en vitesse maximale.
La première version fut remplacée deux ans plus tard par un nouveau modèle avec une carrosserie plus aérodynamique à 2 ou 4 portes et disposant de 4 vitesses.

## La Polski Fiat 508 Junak

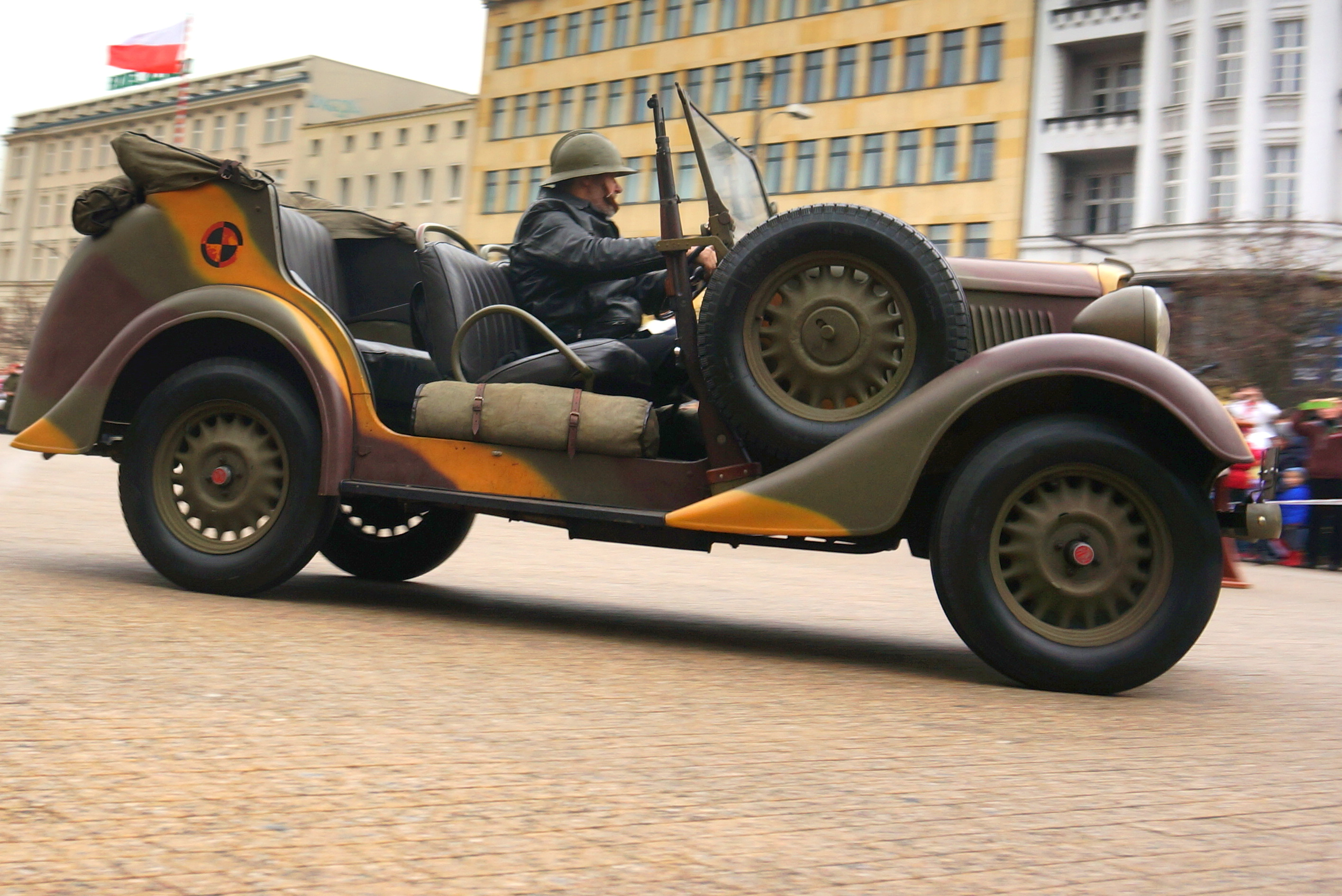
508 III/W Łazik

La gamme produite en Pologne entre 1932 et 1937 est :
- 508 I - 1932/34 berline
- 508 I - 1932/34 spider
- 508 I - 1932/34 torpédo
- 508 I / W - 1933/34 camionnette - ambulance/fourgon - minibus
- 508 II Junak - 1934 version 2 portes
- 508 III Junak - 1934-39  2/4 portes
- 508 III / W - 1934-39 camionnette/fourgon - minibus
- 508 III / W Lazik - 1934-39 version militaire (2 versions)

## La Fiat 508 Balilla dans le monde
La Fiat 508 Ballila fut fabriquée sous licence :
- en Pologne sous le nom de Polski-Fiat 508 sous 3 séries jusqu'en 1939,
- en France par la SAFAF sous licence Fiat sous le label de Simca-Fiat 6cv FIII puissance fiscale 6 CV. Production globale entre le 18 septembre 1932 et 1937 : 26 472 exemplaires.

Elle sera remplacée par la Fiat 1100 présentée en 1939 avec le code projet Fiat 508C.

## Caractéristiques techniques
Moteur : Fiat 108 à 4 cylindres en ligne de 995 cm3
Rapport de compression : 5,8/1 
Puissance : 20 ch à 3400 tr/min 
Distribution : soupapes latérales
Alimentation : un carburateur mono-corps 
Transmission : propulsion, boîte 3 vitesses (1re version), 4 vitesses (2e version) 
Carrosserie : acier, 2 portes, 4 places 
Suspensions : ant. et post. essieu rigide, lames semi elliptiques 
Freins : hydrauliques sur les 4 roues 
pneumatiques : 4,00 x 17 
Réservoir : 26 l 
Vitesse : 80 km/h

## Production
- En Italie :
  - 1re série à 3 vitesses : 41 395 exemplaires,
  - 2e série à 4 vitesses : 71 700 exemplaires,
  - 508C 1100 : 57 000 exemplaires,
  - 1100 de 1939 : 74 000 exemplaires,
  - 1100S : 401 exemplaires,
  - 1100 B/BL : 25 000 exemplaires,
  - 1100 E/EL/ELS : 58 000 exemplaires.
- à l'étranger :
  - en France : Fiat Simca 6 cv : 26 472 exemplaires,
  - en Pologne : Fiat Polski 508 I/II/III :  production exacte inconnue, entre 6 et 10 000 exemplaires,
  - en Allemagne : Fiat-NSU, environ 11 000 exemplaires,
  - en Espagne : Fiat Hispania : chiffre inconnu.